# Biserica „Sfântul Ioan Gură de Aur” din Pererîta
Biserica „Sf. Ioan Gură de Aur” este o biserică amplasată în Pererîta, raionul Briceni, Republica Moldova. Este un monument arhitectural de importanță națională inclus în Registrul monumentelor Republicii Moldova ocrotite de stat cu nr. 150 (raionul Briceni). Datează din 1771.